# Каражар (Цілиноградський район)
Каража́р (каз. Қаражар) — село у складі Цілиноградського району Акмолинської області Казахстану. Адміністративний центр та єдиний населений пункт Каражарської сільської адміністрації.
Населення — 805 осіб (2021; 579 у 2009, 293 у 1999, 239 у 1989).
Національний склад станом на 1989 рік:
- казахи — 100 %

У радянські часи село називалось також Соцказахастан та Соціалістичеський Казахстан.